# ام‌کا ایی‌کا-۴
ام‌کا ایی‌کا-۴ (به انگلیسی: MKEK-4) یک هواگرد ملخ‌پیشین تک‌موتوره از نوع هواگرد آموزشی ساخت شرکت MKEK است. در مجموع، تعداد ۵۷ فروند از این هواگرد ساخته شده‌است.